# Escena poscréditos
La escena poscréditos se refiere en terminología cinematográfica a una secuencia corta que aparece después de todos o parte de los créditos finales de una película, serie o videojuego, con el objetivo de dar un punto de humor o para dar pie a una posible secuela.
A veces, una o más escenas a mitad de los créditos también se insertan parcialmente a través de los créditos finales, generalmente con el propósito de mantener la atención de la audiencia para que no tengan que esperar a que terminen los créditos finales para ver un teaser tráiler.

## Historia
El recurso de la escena poscréditos fue usado por primera vez en 1966, al finalizar los créditos de la película The Silencers, con una breve escena que sirvió para introducir la siguiente parte, Murderers' Row.
A inicios de la década de 2000, se popularizaron con el objetivo de generar especulación, publicidad e interés. Un ejemplo de esto es la serie cinematográfica de Pirates of the Caribbean, que empezó a incluir dichas escenas en su primera parte, Pirates of the Caribbean: The Curse of the Black Pearl, mostrando detalles importantes sobre el destino del protagonista principal, Jack Sparrow, para la siguiente parte, recurso que se vería añadido en todas las demás partes. En 2008, el actor y cineasta estadounidense, Jon Favreau, decidió incluir una escena poscréditos en la película Iron Man, basada en las historietas de Marvel Comics, siendo el germen de la gran popularización de dichas escenas durante finales de la década de 2000 y la década de 2010, al incluirse en las múltiples películas que empezaron a conformar todo el Universo cinematográfico de Marvel. El uso de este recurso cinematográfico fue llegando a otras sagas importantes del mundo del cine, tales como Star Wars,Jurassic Park o The Purge, entre otras.

## Ejemplos
Si bien muchos de los directores optan usar ese recurso para dar pistas sobre las secuelas que tienen previstas, a lo largo de la historia moderna del cine, también se ha usado con otros fines, como humorístico, para conmemorar algún fallecido o mostrar escenas reales en el caso de películas que fueron basadas en hechos reales, que sucedió con algún personaje o hasta rompiendo la cuarta pared, para dirigirse al público que está mirando la obra.
En los videojuegos, al tener una mayor capacidad de interacción, existen muchos más recursos para usarse como escenas poscréditos, ya sea con el mismo objetivo que en las películas, como hacer reír o saber que pasa con cierto personaje después de llegar al final del contenido, u otros diferentes, como jugar un poco más al final, bien sea con un juego pequeño extra o una decisión a tomar, interactuar con las propias letras de los créditos o con escenas que hacen volver al usuario al inicio de la aventura, entre otros.